# Канэко Кэнтаро
Граф Канэко Кэнтаро (яп. 金子 堅太郎 Канэко Кэнтаро:, 4 февраля 1853 — 16 мая 1942) — японский государственный деятель периода Мэйдзи, министр сельского хозяйства и торговли (1898), министр юстиции (1900—1901).

## Ранние годы
Канэко родился в семье самураев княжества Фукуока. В 9 лет он начал обучение в школе Сююкан. Он был выбран в качестве студента миссии Ивакуры и остался в Соединённых Штатах, чтобы учиться в Гарвардском университете, в то время как остальная часть миссии отправилась в Европу. Находясь в Гарварде, Канэко делил квартиру с сокурсником-японцем и будущим коллегой-дипломатом Комура Дзютаро. Он также установил широкий круг контактов в Америке, включая юристов, учёных, журналистов и промышленников.
После окончания Гарварда в 1878 году Канэко вернулся в Японию в качестве лектора Императорского университета Токио .

## Карьера
В 1880 году Канэко был назначен секретарём Гэнроина , а в 1884 году присоединился к Управлению по расследованию институтов, органу, организованному Гэнроином для изучения конституций различных стран с целью создания для Японии конституции западного образца.
Канэко тесно сотрудничал с Ито Хиробуми, Иноуэ Коваси и Ито Миёдзи, и стал личным секретарем Ито Хиробуми, когда последний стал первым премьер-министром Японии. В 1889 году Канэко стал первым президентом университета Нихон, и этот пост он занимал до 1893 года.
Канэко был назначен в Палату пэров японского парламента в 1890 году, став её первым секретарем. Впоследствии он был назначен вице-министром, а затем ненадолго министром сельского хозяйства и торговли в 1898 году в третьей администрации Ито. Ему было присвоено звание почетного доктора (LL.D.) Гарвардом в 1899 году за работу над Конституцией Мэйдзи.
В 1900 году Канэко был назначен министром юстиции при четвёртой администрации Ито, и в 1907 году стал бароном (дансяку) в системе пэров кадзоку .

## Русско-японская война
В 1904 году, в разгар русско-японской войны, по личной просьбе Ито Хиробуми, Канэко вернулся в Соединённые Штаты в качестве специального посланника японского правительства, чтобы заручиться американской дипломатической поддержкой для скорейшего завершения войны. В апреле 1904 года Канэко обратилась к Японскому клубу Гарвардского университета с заявлением о том, что Япония борется за поддержание мира в Азии и за сохранение влияния англо-американской цивилизации на Востоке. Находясь в Соединённых Штатах, Канэко восстановил контакты с Теодором Рузвельтом, с которым он одновременно был в Гарварде, и попросил Рузвельта помочь Японии в заключении мирного договора. Когда Канэко встретил Рузвельта, президент попросил книгу, которая поможет объяснить характер японцев — то, что ими движет, их культуру и духовное образование в Японии. Канэко подарил Рузвельту копию «Бусидо», а несколько месяцев спустя Рузвельт поблагодарил Канэко, отметив, что это просветило его в более глубоком понимании японской культуры и характера. После этого Рузвельт с энтузиазмом взял на себя эту задачу и председательствовал на последующих переговорах по Портсмутскому договору.
С 1906 года Канэко был членом Тайного совета, а в 1907 году была повышен в звании до виконта (сисяку).
В последние годы своей жизни он занимался составлением истории императорской семьи и служил генеральным секретарём ассоциации по сбору исторических материалов о реставрации Мэйдзи. Он завершил официальную биографию императора Мэйдзи в 1915 году. Он был награждён Орденом восходящего солнца в 1928 году и возведен в хакусяку (граф) в 1930 году.
Канэко был убеждённым сторонником хороших отношений с Соединёнными Штатами. В 1900 году он основал первое Американское общество дружбы (яп. 米友協会 Beiyu Kyōkai).
Согласно отчётам Общества Америка-Япония, Кэнтаро Канэко основал эту организацию в Токио в марте 1917 года и стал её первым президентом. В 1938 году, во время всё более резкой антиамериканской риторики со стороны японского правительства и прессы, он вместе с будущим премьер-министром Такэо Мики основал Ассоциацию японо-американского альянса (яп. 日米同志会 Nichibei Dōshikai). Он был одним из немногих высокопоставленных государственных деятелей Японии, решительно выступавших против войны с Соединёнными Штатами в 1941 году.
После его смерти в 1942 году Канэко был посмертно награждён Высшим орденом Хризантемы.